# Frazer Clarke
Frazer Edward Clarke (Burton upon Trent, 7 de agosto de 1991) es un deportista británico que compite por Inglaterra en boxeo.
Participó en los Juegos Olímpicos de Tokio 2020, obteniendo una medalla de bronce en el peso superpesado. Ganó una medalla de plata en el Campeonato Europeo de Boxeo Aficionado de 2017, en el mismo peso.

## Palmarés internacional
| Representando a Reino Unido |                  |                   |           |
| Juegos Olímpicos            |                  |                   |           |
| Año                         | Lugar            | Medalla           | Categoría |
| 2020                        | Tokio (Japón)    | Medalla de bronce | +91 kg    |
| Representando a Inglaterra  |                  |                   |           |
| Campeonato Europeo          |                  |                   |           |
| Año                         | Lugar            | Medalla           | Categoría |
| 2017                        | Járkov (Ucrania) | Medalla de plata  | +91 kg    |